# Краснорукий ревун
Краснорукий ревун (лат. Alouatta belzebul) — примат из семейства паукообразных обезьян. Эндемик Бразилии, встречается на юго-востоке Амазонии и в прибрежных лесах между Риу-Гранди-ду-Норти и Сержипи.

## Классификация
Классификация вида достаточно сложна. До 2001 года большинство экспертов включало амазонского ревуна в качестве подвида в состав этого вида, хотя о различиях между ними было указано в ранних описаниях ревунов. Краснорукие ревуны являются видом, имеющим различные расцветки шерсти, форму черепа и подъязычной кости, однако без чётких географических границ между разновидностями, поэтому этот вид считался монотипным. В 2006 году состав рода ревуны был пересмотрен, удалось скоррелировать морфологические и географические вариации красноруких ревунов, и из состава этого вида были выделены два новых вида: Alouatta discolor и Alouatta ululata.

## Описание
Это одни из самых плохо изученных ревунов. Как и предполагает их видовое имя, у этих приматов руки красноватого цвета, хотя у некоторых особей цвет рук желтоватый. Цвет шерсти варьирует от чёрного до красного или тёмно-жёлтого. Шерсть грубая, лицо и кончик хвоста голые, как и у всех ревунов. Краснорукие ревуны — крупнейшие из всех обезьян Нового Света. Самцы весят от 6,5 до 8 кг, самки от 4,85 до 6,2 кг. В длину самцы составляют от 56,5 до 63 см, самки от 40 до 65 см. Хвост длиной от 58,5 до 91,5 см. Имеют 36 зубов, зубная формула 2.1.3.32.1.3.3. Как и остальные ревуны, имеют уникальный голосовой аппарат, позволяющий им издавать громкие ревущие звуки.

## Поведение
Населяют амазонские и атлантические прибрежные леса. Проводят большую часть времени в кронах высоких деревьев на высоте около 20 метров над поверхностью земли. Образуют группы до 12 особей, состоящие из одного или двух половозрелых самцов, нескольких самок и их потомства.
Продолжительность жизни составляет до 20 лет, имеют длительный период беременности, в целом скорость воспроизводства медленнее, чем у млекопитающих подобного размера. Роды проходят относительно быстро и легко. Первые три недели после рождения детёныш цепляется за брюхо матери, затем мать носит его на спине.

## Статус популяции
Международный союз охраны природы присвоил этому виду охранный статус «Уязвимый» (англ. Vulnerable). Существует ряд угроз популяции. Во-первых, на этих животных охотятся ради мяса. Во-вторых, детёнышей вылавливают браконьеры и продают их в качестве домашних питомцев. В третьих, популяция страдает от разрушения среды обитания. В четвёртых, дорожное строительство в местах обитания красноруких ревунов приводит к фрагментации ареала.